# Friedrich Karl Schmidt
Friedrich Karl Schmidt (Düsseldorf, 22 de setembro de 1901 — Heidelberg, 25 de janeiro de 1977) foi um matemático alemão.